# 자보히르 시디코프
자보히르 알리셰로비치 시디코프(우즈베크어: Javohir Alisherovich Sidiqov, 러시아어: Джавохир Алишерович Сидиков, 1996년 12월 8일~), 또는 자보히르 알리셰르 오글리 시디코프(우즈베크어: Javohir Alisher o'g'li Sidiqov)는 우즈베키스탄의 축구 선수로 포지션은 미드필더이다. 현재 우즈베키스탄 슈퍼리그의 FC 나사프와 우즈베키스탄 축구 국가대표팀에서 활동하고 있다.

## 수상 내역
파흐타코르 FC
- 우즈베키스탄 슈퍼리그: 2015, 2019, 2020
- 우즈벡 컵: 2019, 2020
- 우즈베키스탄 리그컵: 2019

 우즈베키스탄 U-23 축구 국가대표팀
- AFC U-23 축구 선수권 대회: 2018[1]